# Fort Beauséjour

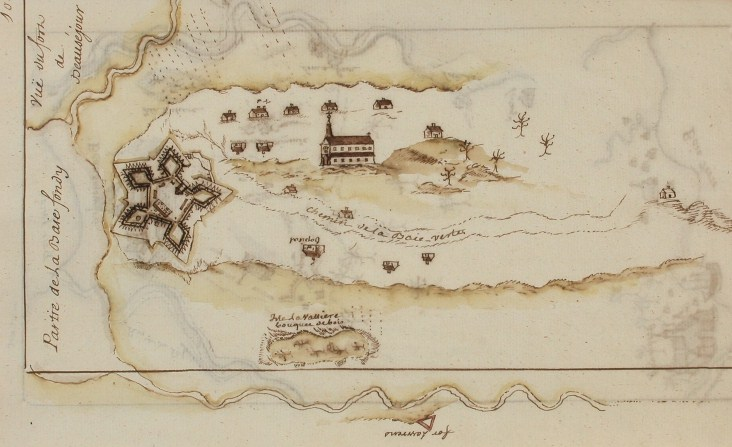
Fort Beauséjour (Plan um 1755)

Fort Beauséjour (später Fort Cumberland) war eine militärische Befestigungsanlage in Kanada. Das Fort wurde im Jahr 1751 von französischen Truppen als strategische Erwiderung zu dem im vorangegangenen Jahr erbauten britischen Fort Lawrence errichtet. Fort Beauséjour liegt auf dem Isthmus von Chignecto, unmittelbar nordöstlich des Grenzflusses Missaguash, der heute den südöstlichen Abschnitt der Grenze zwischen den kanadischen Provinzen Neubraunschweig und Neuschottland markiert.

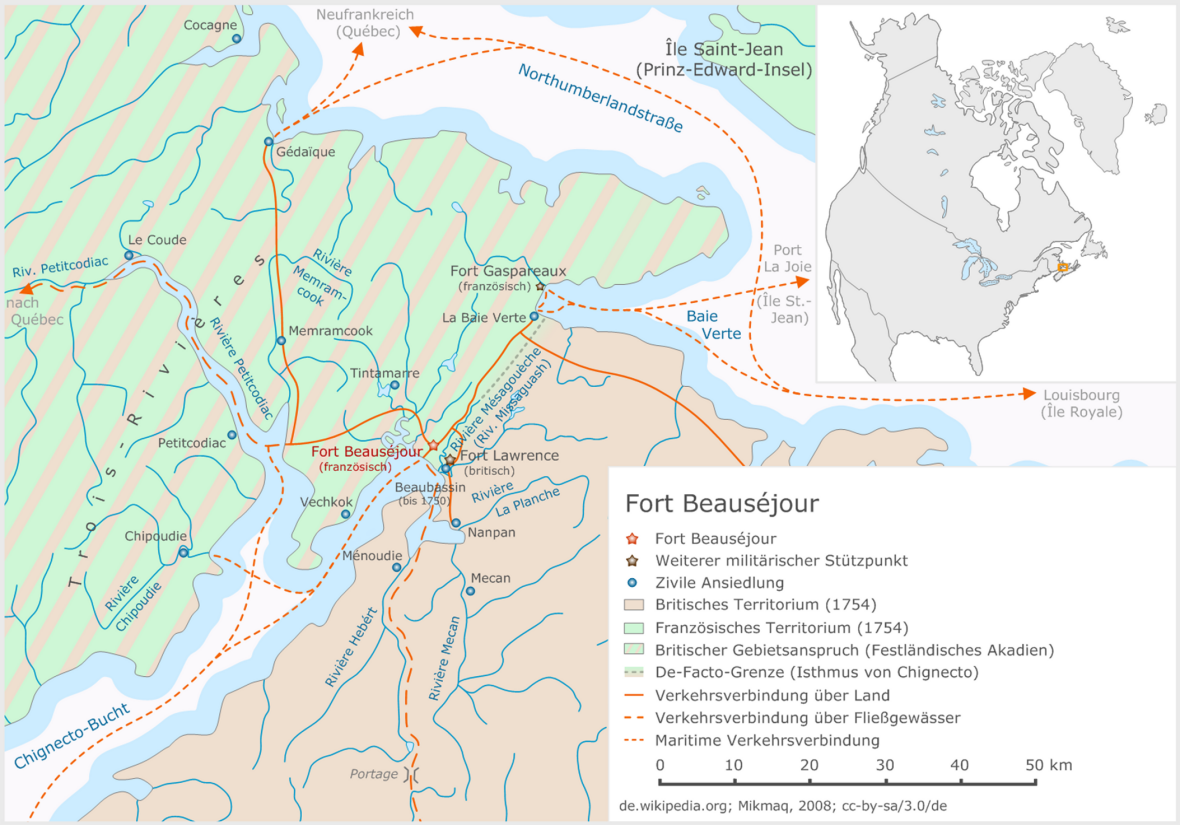
Fort Beauséjour

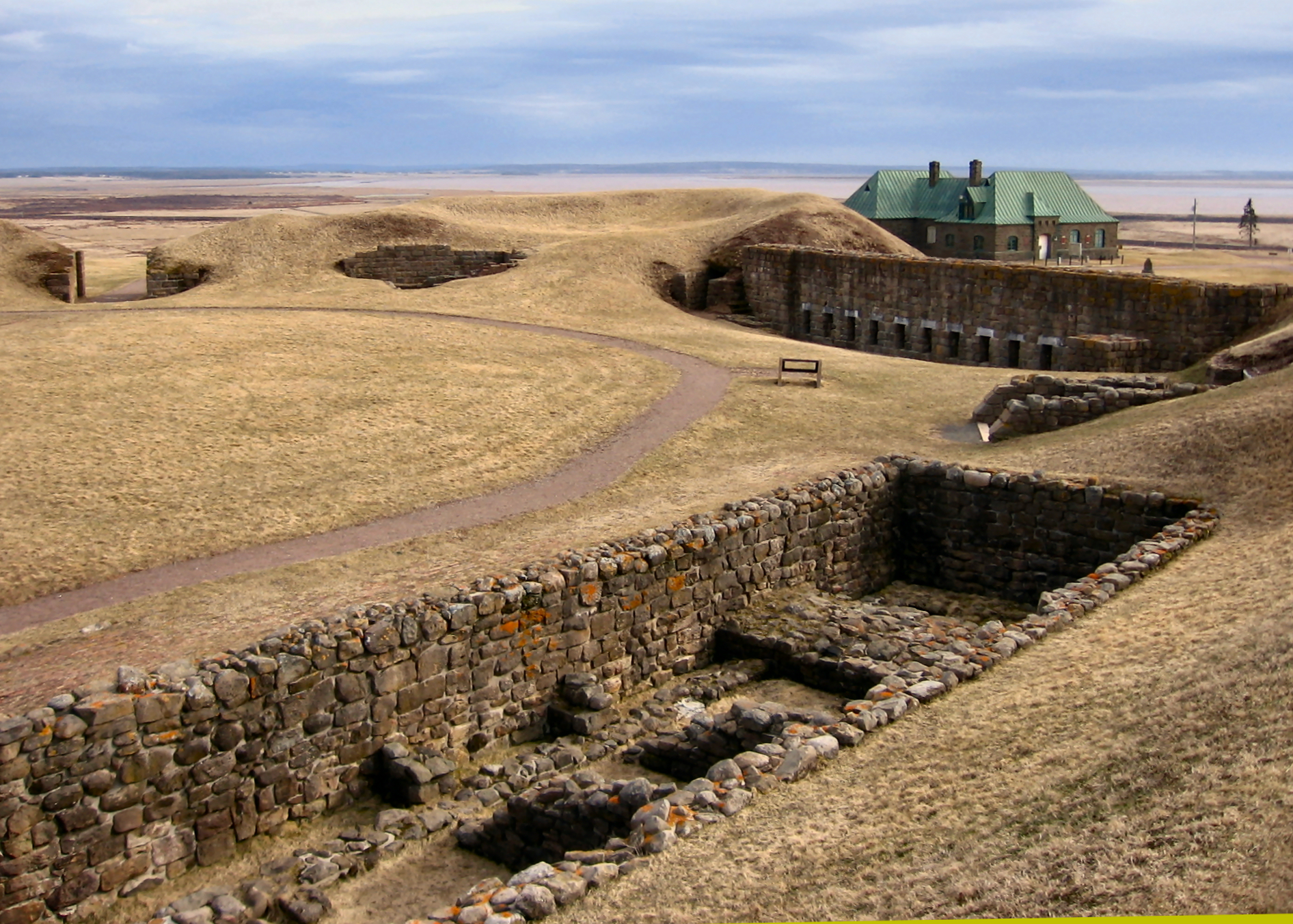
Fort Beauséjour heute

## Geschichte
Bereits im 18. Jahrhundert trennte der Fluss den britischen vom französischen Machtbereich auf dem nordamerikanischen Kontinent. Seit dem Frieden von Utrecht bildete der Isthmus von Chignecto die faktische Grenze zwischen den Einflussgebieten beider Kolonialmächte. Allerdings beanspruchten die Briten aufgrund unklarer Vertragsbestimmungen auch die Gebiete nordöstlich der Landenge, die aber nach wie vor unter französischer Kontrolle standen. Mit dem Bau von Fort Beauséjour sollte dem britischen Expansionsdrang ein Riegel vorgeschoben und die Restgebiete Akadiens vor britischer Einflussnahme geschützt werden.
In diesen Gebieten hatten sich bereits vor der im Jahr 1710 erfolgten britischen Inbesitznahme Akadiens zahlreiche akadische Siedler niedergelassen. In der ersten Hälfte des 18. Jahrhunderts folgten weitere akadische Migranten, um sich damit der britischen Herrschaft zu entziehen. Als während des Jahres 1754 die ersten Kampfhandlungen des Franzosen- und Indianerkrieges begannen, entwickelte sich der Isthmus von Chignecto zu einem Brennpunkt der militärischen Auseinandersetzungen: Zu Beginn des Monats Juni begannen britische Truppen mit einem Angriff auf Fort Beauséjour, das sie nach zweiwöchiger Belagerung am 16. Juni 1755 einnahmen. Nach der Eroberung durch britische Streitkräfte erhielt der Stützpunkt den Namen Fort Cumberland.

## Würdigung
Die kanadische Bundesregierung, vertreten durch den zuständigen Minister, erklärte das Fort für seine Bedeutung im Rahmen des Franzosen- und Indianerkrieges sowie seiner Rolle in der folgenden amerikanischen Revolution als „Fort Beauséjour - Fort Cumberland National Historic Event“ am 30. Januar 1920 zu einer „nationalen historischen Stätte“.